# 謝夫巴赫河
51°02′16″N 7°10′21″E / 51.037664°N 7.172630°E

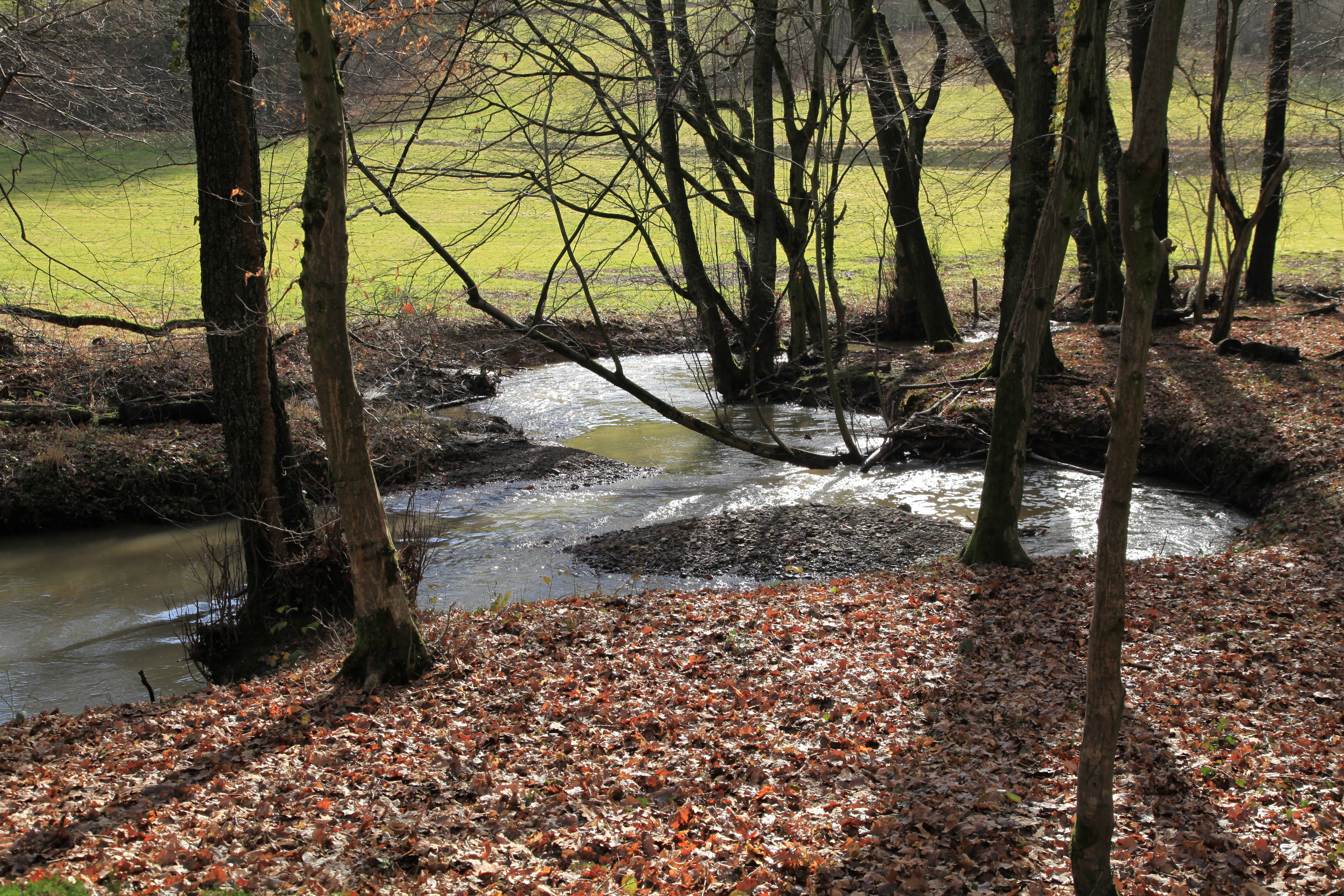

謝夫巴赫河（德語：Scherfbach），是德國的河流，位於該國西部，處於北萊茵-威斯特法倫州，屬於丁恩河的左支流，河道全長9.7公里，流域面積16.9平方公里，河口處在奧登塔爾附近。